# Svedberg (cràter)
Svedberg és un cràter d'impacte situat en la cara visible de la Lluna, situat prop del Pol Sud lunar. Es troba al nord-est del cràter Scott, adjacent a von Baeyer i al sud del prominent cràter Demonax.

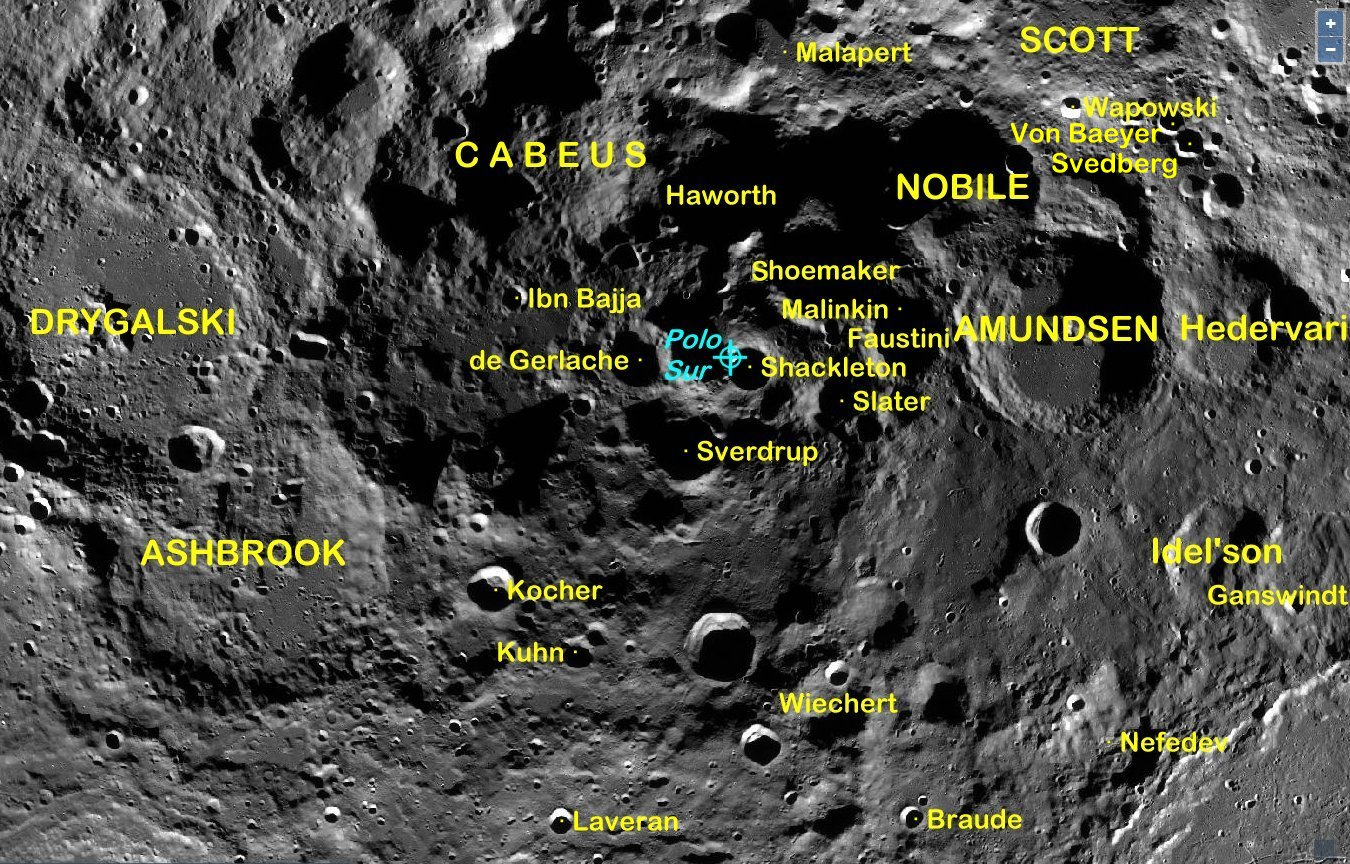
Localització de Svedberg (superior dreta de la imatge)
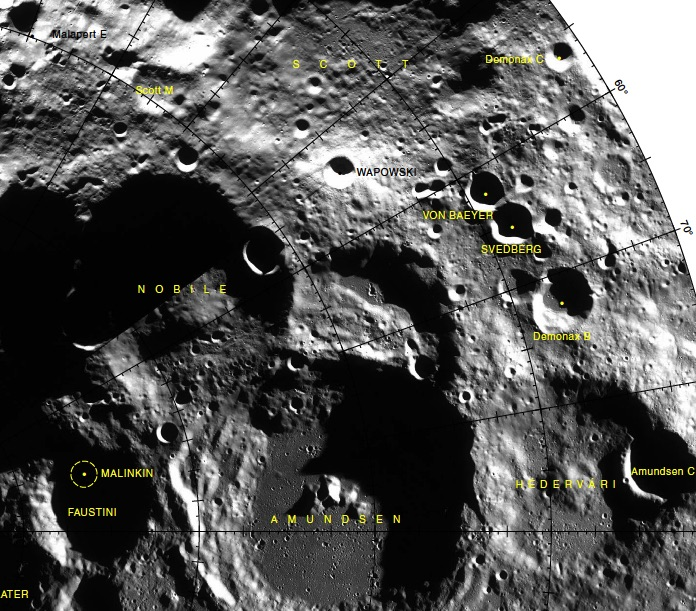
Plànol lunar LAC-144

El cràter Svedberg té forma poligonal, i el seu contorn presenta una vora clarament definida. El fons del bol del cràter es troba a l'ombra permanentment per la seva proximitat al Pol Sud.
Deu el seu nom al químic suec Theodor Svedberg (1884-1971), commemorat per la UAI en 2009.